# پاترسیا باربر
پاترسیا باربر (انگلیسی: Patricia Barber؛ زادهٔ ۸ نوامبر ۱۹۵۵) یک موسیقی‌دان اهل ایالات متحده آمریکا است.
وی همچنین برنده جوایزی همچون کمک هزینه گوگنهایم شده است.